# Vito Ciancimino
Pour les articles homonymes, voir Ciancimino.
Vito Calogero Ciancimino (né le 2 avril 1924 à Corleone, mort le 19 novembre 2002 à Rome) est un homme politique italien de la Démocratie chrétienne, maire de Palerme en 1970-71.
« Associé » de Cosa Nostra, il est arrêté en 1984 et devient en 1992 le premier homme politique italien à être condamné pour ses liens avec la mafia, n'étant incarcéré qu'en novembre 2001, un an avant sa mort.
Son fils, Massimo Ciancimino (it), devenu pentito (« collaborateur de justice ») après son arrestation, a rendu public un document, en octobre 2009, prouvant que Vito Ciancimino était lié aux réseaux Gladio de l'OTAN et apportant, de surcroît, des détails sur l'enlèvement du président du Conseil Aldo Moro par les Brigades rouges, affirmant que la mafia avait refusé d'intervenir pour sa libération alors qu'elle connaissait certains dessous de l'affaire.

## Jeunesse à Corleone
Né d'un père barbier dans le village de Corleone, où sévissait le groupe mafieux des Corleonesi (Totò Riina, Bernardo Provenzano), il fit des études d'ingénieur à l'Université de Palerme. S'engageant en politique au sein de la Démocratie chrétienne en 1946, il devint le protégé de Bernardo Mattarella. Grâce à l'aide de ce dernier, il devint riche en obtenant, en 1950, les concessions pour tous les transports ferroviaires au sein de Palerme.
Entre 1955 et 1956, il est élu secrétaire de la DC palermitaire et conseiller municipal. Avec ses jeunes camarades du courant fanfanien, Giovanni Gioia et Salvatore Lima, il prend le pouvoir sur la DC sicilienne, signant la fin de carrière de Salvatore Aldisio, Giuseppe Alessi et Franco Restivo et Bernardo Mattarella,.
Lorsque Salvo Lima, devenu leader sicilien du courant Primavera dirigé par Giulio Andreotti, devint maire de Palerme en 1959, Ciancimino qui l'a suivi auprès d'Andreotti, fut nommé assesseur pour les travaux publics et les permis de construire. Ce fut la période du Sac de Palerme, lors duquel la ville fut bétonnée de bout en bout, notamment vers la Piana dei Colli, tandis que le centre historique tombait en ruine.
Vito Ciancimino fit alors fortune en obtenant des "valises" pour ses services à la mairie, mais est forcé à la démission en 1964.

## Maire de Palerme
La DC subit un recul lors des élections municipales du 7 juin 1970, au profit du PSI et le PRI, mais reste majoritaire. Le maire sortant Francesco Spagnolo doit démissionner en juillet, mais Salvo Lima et Rosario Nicoletti ne veulent pas d'un autre fidèle de Gioia à la tête de la ville, alors que Palerme est ensanglantée par des meurtres mafieux et que le journaliste de l'Ora Mauro De Mauro disparaît le 17 septembre 1970. 
Grâce à l'appui de Gioia, qu'il avait soutenu contre Lima, et en dépit de la contestation par dix conseillers de son parti qui dénoncent ses liens avec la Mafia, il est élu maire de Palerme le 13 octobre 1970. Son élection suscita l'indignation générale : le conseiller municipal dc, Alberto Alessi démissionna, Gioia se désolidarisa face aux questions du républicain Aristide Gunnella, la Commission parlementaire antimafia exprima publiquement ses réserves en y voyant une provocation, le communiste Emanuele Macaluso, la qualifie d'« humiliation de la démocratie » et réclame que soit examinée la période durant laquelle Ciancimino était adjoint de Lima et son patrimoine. Avec arrogance, Ciancimino dénonce un complot contre lui et menace de poursuites ses accusateurs, mais appelle à ses côtés Giuseppe Trapani, ancien assesseur de Lima affilié à la famille de Porta Nuova. Le 28 octobre 1970, le chef de la police, Angelo Vicari, déclare partager les doutes de la commission anti-mafia. Puis, le 6 décembre il accueille à la gare le nouvel archevêque de Palerme, Salvatore Pappalardo, comprenant par l'attitude froide du prélat qu'il ne recevrait pas le soutien de l’Église.   
Sous le coup d'une enquête pour détournement de fonds et pour ses liens allégués avec la mafia, il est contraint de démissionner le 8 décembre 1970, après 85 jours de mandat. Mais il parvient à conserver la charge des affaires courantes plus de quatre mois et demi, en bloquant la désignation d'un successeur jusqu'à obtenir la tête du groupe DC du conseil municipal. Il accepte la proposition de son chef de courant, Giovanni Gioia, d'élire Giacomo Marchello, fanfanien de second plan, dont il parvient à guider les choix. 
Malgré les preuves nombreuses apportées par la Commission antimafia de ses liens avec cette organisation, Ciancimino demeure intouchable. En 1976, Andreotti passe un accord avec lui lors d'une réunion au Palais Chigi à laquelle participe également Salvo Lima, Mario D'Acquisto et Giovanni Matta. Jusqu'au congrès régional de la DC d'Agrigente de 1983, il reçoit des financements et des cartes d'adhésion du courant andréottien et reste influent en parvenant à faire nommer maires de Palerme ses proches Stefano Camilleri, où à gêner les mandats d'Elda Pucci, Giuseppe Insalaco ou Nello Martellucci. Accusé par le mafieux repenti Tommaso Buscetta, il est officiellement exclu de la Démocratie chrétienne en avril 1984, mais continue à influencer les décisions de son parti et dans la majorité municipale. Ses partisans, représentant 16 % des adhérents de la section de Palerme, rejoignent majoritairement les rangs du courant de Salvo Lima,. Les magistrats de Palerme écrivent en 1990 « aucune décision ne pouvait être prise sans l’aval direct ou indirect de Ciancimino ; les responsables politiques de tous bords le consultent pour prendre des décisions et négocier des arrangements ». 
Pourtant, les forces internes au sein de la DC évoluent, le secrétaire national Ciriaco De Mita voulant reprendre la main sur les affaires siciliennes et une nouvelle génération (dont Sergio Mattarella et Leoluca Orlando) souhaitant mettre fin aux manœuvres incarnées par Lima et Ciancimino.
Selon les témoignages de son fils à la justice, en 2010, c'est à cette époque que Vito Ciancimino aurait investi de l'argent sale dans « Milano 2 », le complexe immobilier construit par Silvio Berlusconi et qui lui apportera la richesse,.

## Procès et condamnation
Arrêté en 1984 à la suite des témoignages du repenti Tommaso Buscetta, Ciancimino ne fut condamné qu'en 1992 à 13 ans de prison, accusé d'avoir blanchi des millions de dollars, devenant ainsi le premier politicien italien à être condamné pour ses liens avec la Mafia. Buscetta avait aussi déclaré qu'il était très proche de deux parrains (chef des chefs, capo di tutti capi), Salvatore Riina et Bernardo Provenzano, leaders des Corleonesi.
Faisant appel, Ciancimino ne fut incarcéré qu'en novembre 2001, étant en outre exclu de la Démocratie chrétienne en 1985.
Après l'assassinat par la Mafia de Salvo Lima (mars 1992) et des magistrats Giovanni Falcone (mai 1992) et Paolo Borsellino (juin 1992) lors de l'opération Mains propres, Ciancimino proposa d'infiltrer Cosa Nostra et de négocier un accord afin de faire cesser la guerre ouverte de la Mafia contre l'État italien. Il pourrait ainsi avoir ouvert la voie à l'arrestation, en 1993, de Salvatore Riina, remplacé à la tête de la mafia par Provenzano. Lors de ces négociations, Ciancimino était en contact direct avec le commandant des services de renseignement intérieur italiens. Luciano Violante, président de la Commission anti-mafia à partir de septembre 1992, a confirmé en 2009 que Ciancimino avait tenté, sans succès dit-il, de l'approcher à cette époque, via l'intermédiaire du général Mario Mori, qui fut le chef du SISDE.
Ciancimino bénéficia d'une assignation à résidence, à Rome, en raison de son état de santé, conservant le droit d'aller faire du shopping... Lorsque le conseil municipal de Palerme lui demanda 150 millions de dollars de dommages et intérêts, il lui rétorqua : « Vous les voulez en cash ? » Seuls 7 millions ont été restitués. Il décéda le 19 novembre 2002 d'une crise cardiaque, laissant sa femme et cinq enfants, et une fortune toujours élusive.

## L'arrestation de Massimo Ciancimino
Son fils, Massimo Ciancimino, fut arrêté en juin 2006 et inculpé, entre autres, de blanchiment d'argent, les procureurs l'accusant d'avoir accumulé plus de 60 millions d'euros, dissimulés dans divers comptes bancaires à l'étranger. Ciancimino fit par la suite plusieurs révélations fracassantes sur son père, dont ses contacts avec Gladio, le réseau anticommuniste de l'OTAN, ainsi que des lettres de Bernardo Provenzano adressées à son père et évoquant des liens avec un sénateur ami de Cosa Nostra, qui serait, selon les experts, Marcello Dell'Utri, l'un des fondateurs de Forza Italia, le parti de Silvio Berlusconi. Massimo, qui affirme que Forza Italia était le fruit de l'accord entre l'État et la mafia (le papello) après les attentats de 1992 contre les juges anti-corruption,, a été cité comme témoin au procès de Dell'Utri.
Selon le Papello qu'il a transmis à la justice, après l'attentat de Capaci qui tua le juge Falcone en mai 1992, la mafia (Totò Riina et Bernardo Provenzano) entra en négociations avec l'État, réclamant, contre l'arrêt des violences, douze revendications, dont la révision des maxi-procès, l'abrogation de l'article 41-bis (en) concernant les quartiers de haute sécurité (qui fut effectivement révisé quelques semaines plus tard), la limitation de la condamnation aux mafiosi de plus de 70 ans à l'assignation à résidence, et la suspension des taxes sur le pétrole en Sicile.
Par ailleurs, dans le livre de Gianluigi Nuzzi, Vaticano SpA (Chiarelettere, 2008), Massimo Ciancimino raconte qu'il se rendait avec son père à la banque du Vatican pour y déposer les fonds mal acquis.
Le repenti Gioacchino Pennino a également révélé l'importance des conseils et de l'aide de Provenzano à l'égard de Ciancimino, tandis que son fils a indiqué que Provenzano se rendait plusieurs fois par semaine chez lui boire de la camomille.
En novembre 2009, Massimo Ciancimino déclara aussi que Provenzano avait trahi Riina, Vito Ciancimino agissant comme intermédiaire entre lui et la police,.

## Source originale partielle
- (en) Cet article est partiellement ou en totalité issu de l’article de Wikipédia en anglais intitulé « Vito Ciancimino » (voir la liste des auteurs).